# Gröna Bilister
Gröna Bilister är en oberoende svensk ideell förening som verkar för en miljöanpassad utveckling av biltrafiken. Föreningen grundades 1994 med stöd av Naturskyddsföreningen och Världsnaturfonden WWF. Organisationen vilar sitt påverkansarbete på tre ben; Bilen, Bränslet och Beteendet som innefattar behovet av att ställa om från fossila drivmedel till förnybara med lägre klimatpåverkan och uppfyllande höga hållbarhetskrav, behovet av energieffektivare transporter oavsett bränsleslag och behovet av att minska den totala transportvolymen. Gröna Bilister verksamhet finansieras genom medlemsavgifter, projektbidrag och frivilliga bidrag. Bokslut är offentliga.
Gröna Bilister utser årligen Miljöbästa Bil, rangordnar landets kommuner ur miljöbilsperspektiv, rankar drivmedelsbolagen, hyrbilssektorn, taxisektorn, granskar miljöbilsinnehavet hos företag, ger konsumentråd gällande bilar och bränsle, testar miljöbilar, driver kampanjen "Jag Vill Veta" om klimat- och ursprungsmärkning av drivmedel och deltar aktivt i den politiska debatten.
Gröna Bilister är medlemmar i EU:s nätverk för minskad trafikdödlighet och medarrangör till den svenska delen av Europeiska Mobilitetstveckan.
Gröna Bilister har tre år i rad nominerats till utmärkelsen Årets Lobbyist.. Organisationen har också, som enda miljö- eller trafikantorganisation, utsetts som en av landets fem främsta påverkansorganisationer, enligt en bedömning gjord av över 200 journalister 2010 samt rankade till Sveriges tredje mest inflytelserika opinionsbildare inom hållbarhet år 2015 av Whispr Group och Sustainable Brand Insight.  
Gröna Bilister genomförde sommaren 2011  "Elbilsrekordet" då organisationen körde en elbil från Ystad till Haparanda.  Gröna Bilister upprepade Elbilsrekordet 2013. 
Företrädare för organisationen har bland annat varit Mattias Goldmann, som i denna egenskap 2012 utsågs till Sveriges tredje tyngsta lobbyist av riksdagens ledamöter  och Jakob Lagercrantz. År 2014, då föreningen fyllde 20 år, skedde en förnyelse av styrelsen. Johanna Grant valdes in som föreningens första kvinnliga ordförande och sedan dess har Gröna Bilister tagit en ny inriktning och arbetar i dag med ett större fokus på beteendeförändringar och mobilitet. Efter sex starka år valde Johanna att kliva av som ordförande. Våren 2020 valdes Marie Pellas till ny ordförande för föreningen. Marie äger ingen bil och fokuserar gärna på vanor och beteenden inom mobilitet.   